# Fantaterror
Fantaterror es la denominación con la que se conoce al cine de género fantástico y/o terror producido en España especialmente en las décadas de 1960 y 1970. Al igual que ocurre con las denominaciones peplum o cine negro, cuyo término se ha extendido más allá de un limitado margen de estilo y obras, se utiliza el término Fantaterror para definir la totalidad del cine fantástico/terror español independientemente de tipo y época de producción.
Considerada una genuina tradición e identidad cinematográfica española no obtuvo, en general, un positiva recepción por parte de la crítica contemporánea. Sin embargo varios de sus realizadores como Jesús Franco, Narciso Ibáñez Serrador, Paul Naschy, Antonio Gracia José (Pierrot), León Klimovsky y Amando de Ossorio lograron éxito comercial nacional e internacional y algunos de los títulos se consideran películas de culto.

## Características
Las películas realizadas en las décadas de los años 1960 y 1970, pese a su disparidad, presentan algunos elementos comunes:
- Están producidas generalmente en régimen de coproducción y destinadas al mercado internacional.
- Su rodaje en muchas ocasiones se realiza en inglés o francés.
- Se hallan fuertemente influenciadas por las películas de terror clásico de la factoría Hammer. Al igual que en el resto de Europa se reinventan los géneros anglosajones (como el spaghetti western), el fantaterror se puede considerar la respuesta hispana a los modelos de la Hammer. No obstante, hay que señalar que la productora inglesa fue fundada precisamente por el español Enrique Carreras (1880-1950).
- En menor medida se aprecia también la influencia del giallo italiano.
- La explotación sexual aumenta según avanza la década. Muchas películas fueron rodadas en doble versión, una destinada al mercado internacional y otra para el mercado español más parca en contenido erótico por las limitaciones impuestas por la censura cinematográfica.
- Existe una preferencia por la temática de terror gótico aunque, a medida que las obras se producen en los años 1970, es más permeable a la ambientación contemporánea.
- Contrario al naturalismo propio del cine español, el fantaterror es estilizado y esteticista.

Tras la finalización de la etapa clásica se impulsó la denominada corriente neo-fantaterror a partir de los años 90 con características diferentes:
- Huida de la serialización y autorreferencia (la gran excepción es la saga Rec).
- Protagonismo de los personajes femeninos (el símbolo del neo-fantaterror es Belén Rueda, scream queen del cine español).[8]
- Historias contemporáneas y urbanas.
- Tramas de corte trágico.
- Iluminación oscura y de colores desaturados.

## Historia

### Antecedentes

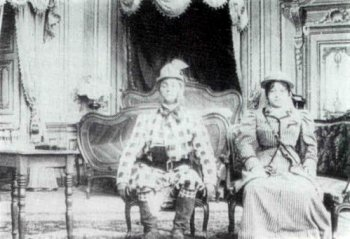
Fotograma de El hotel eléctrico (1908) de Segundo de Chomón

En la historia del cine español existen algunos antecedentes del fantaterror en la obra de Segundo de Chomón (1871-1929). Entre su producción se encuentra un buen número de obras dotadas de gran fantasía e imaginación poblada por seres fantásticos, brujas, diablos, hadas y realiza toda clase de malabarismos mágicos que conseguía a base de trucos enormemente imaginativos. Títulos como El hechicero, Llamas diabólicas, El paraguas fantástico, El beso de la bruja, La armadura misteriosa, La casa embrujada o La gruta de los espíritus son considerados antecedentes del género. Caso específico lo constituye El hotel eléctrico (1908), considerada la primera cinta de ciencia ficción española, en la que los objetos de una habitación de hotel cobran vida alrededor de los protagonistas causando el caos cuando el encargado de dirigirlos se emborracha y no es capaz de gestionarlos adecuadamente.

"El hotel eléctrico planteaba muchas dificultades, felizmente resueltas por el realizador aragonés. Estamos en los tiempos de las técnicas avanzadas y en este hotel se ha suprimido el servicio de criados. Todo se hace mediante maquinarias. Se oprime un botón y aparecen unas manos que manejan un cepillo para lustrar los zapatos, otro botón deshace la maleta, otro, viste al caballero. La electricidad es la magia que realiza los trabajos del hombre. El humor y el ingenio (también el asombro), eran las peculiaridades más acusadas de El hotel eléctrico, rodada en Barcelona en 1906. De unos 140 metros de duración, es la película más conocida de Chomón, y recoge buena parte de su repertorio de trucos, muchos de los cuales continúan resultando sorprendentes hoy en día."
Enrique Martínez-Salanova Sánchez (Figuras de Cine) 

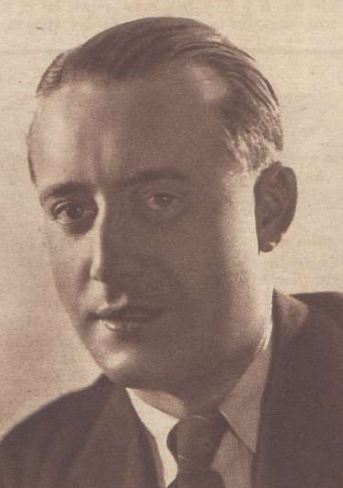
El realizador y dramaturgo Edgar Neville

Con posterioridad se pueden encontrar obras aisladas como La torre de los siete jorobados (1944) de Edgar Neville (1889-1967). Influenciada por el cine expresionista alemán y obras como El gabinete del Doctor Caligari (1920) de Robert Wiene su tema confronta un Madrid castizo y tradicional con otro más tenebroso que se oculta bajo tierra. Repleta de esoterismo, personajes pintorescos, mensajes codificados, pasadizos ocultos, ciudades subterráneas y hasta una batalla mental entre dos de los personajes principales es considerada una rara avis en el género. Sin embargo su recepción comercial, al igual que casi todas las películas de Neville en la década de 1940 fue negativa.

"Es una película singular dentro de su filmografía porque, en general, identificamos a Neville con los sainetes costrumbristas. Y esta es una película que sí se inicia como un sainete costumbrista pero enseguida se convierte en una película de aventuras esotéricas, en una película fantástica, en donde el protagonista se encuentra con muertos, con jorobados por doquier y finalmente con toda una ciudad subterránea construida en el centro de Madrid".
Fernando Méndez-Leite (RTVE.es) 

### Fantaterror

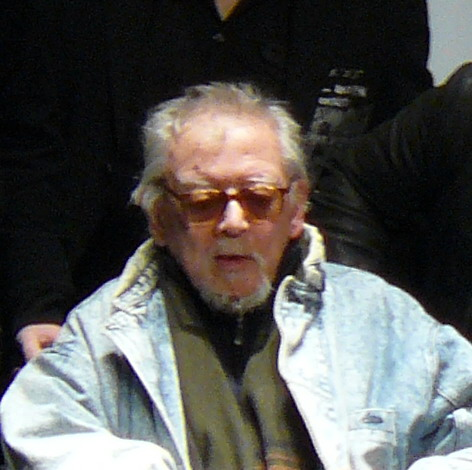
El realizador Jesús Franco

La primera película catalogada como la primera obra importante del fantaterror y el inicio del subgénero fue la película de Jesús Franco (1930-2013) Gritos en la noche (1961). Quinto largometraje del realizador, se trata de la primera película de ambientación gótica del cine español, heredera del cine expresionista alemán, de las películas de terror clásicas de los Estudios Universal de los años 1930 y 1940 y de la película Los ojos sin rostro de Georges Franju. En esta película aparece por primera vez el personaje del Doctor Orloff, un doctor loco interpretado por Howard Vernon, considerado uno de los tres arquetipos principales creados por el fantaterror español. Con posterioridad el personaje también aparecería en las películas El secreto del Dr. Orloff (1964), Miss muerte (1966), Los ojos siniestros del Doctor Orloff (1973) y El siniestro Doctor Orloff (1984).
En la extensa filmografía de Franco, compuesta por más de 200 títulos, se pueden encontrar más de 40 ejemplos de películas adscritas al género. Entre ellas existen influyentes como Necronomicón (1968) película inclasificable que toma ideas del giallo italiano, el cómic erótico y la nouvelle vague, El Conde Drácula (1970) protagonizada por Christopher Lee y considerada una fiel adaptación a la novela de Bram Stoker, Vampyros Lesbos (1971) interpretada por Soledad Miranda en la que la vampiresa es mujer y subvierte todos los cánones convencionales del personaje, Drácula contra Frankenstein (1972) en la que, sin apenas diálogos, se mezcla sin sentido la ambientación decimonónica y contemporánea o La tumba de los muertos vivientes (1982) una explotación sobre el mito zombi.

"(El cine fantástico español) Ha tenido reconocimiento (académico) porque era un cine muy malo, no nos engañemos. Ahora se ha querido hacer una especie de homenaje y resurgimiento de eso pero (...) el cine español ha sido en general muy malo. Primero por la censura. De una manera aviesa se fomentaban unas películas y otras nada. (...) Hay dos etapas en el cine español. Una antes de Bardem y Berlanga y otra después. Ellos fueron una ruptura. El cine de antes era muy malo. Bastante mediatizado. El primer guionista era el general Franco joder. Con eso está dicho todo. Neville era un tío de la UGT antes de la guerra, era un tío de izquierdas, pero en el momento que hay el famoso alzamiento nacional de los cojones se cambió de lado. Entonces había películas de alabanza tipo Murió hace 15 años y cosas de esa.(...) Sin embargo, y a diferencia de otros muchos como el nacional católico Rafael Gil, Edgar Neville estuvo siempre más cerca del mundo de Berlanga que era un mundo completamente anárquico y muy inteligente. Neville conocía el cine de Hollywood. Había estado allí como asesor de las versiones españolas. Fue alguien positivo. Muchos otros acababan haciendo películas del tipo Sin novedad en el frente, pasaban por el aro y eso a mi me cabreaba."
Jesús Franco (Revista Contrahistoria) 

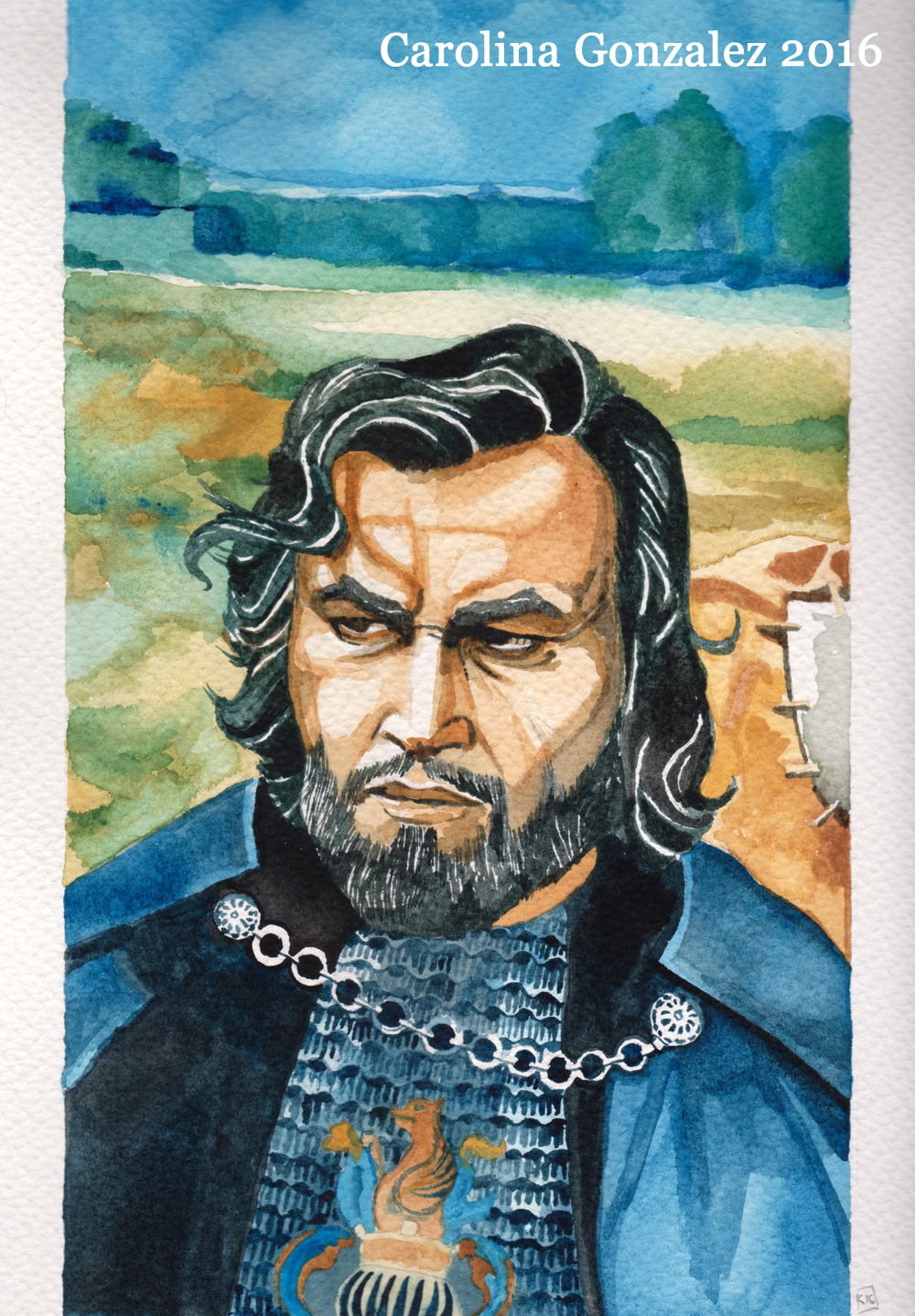
Retrato de Paul Naschy caracterizado como Alaric de Marnac

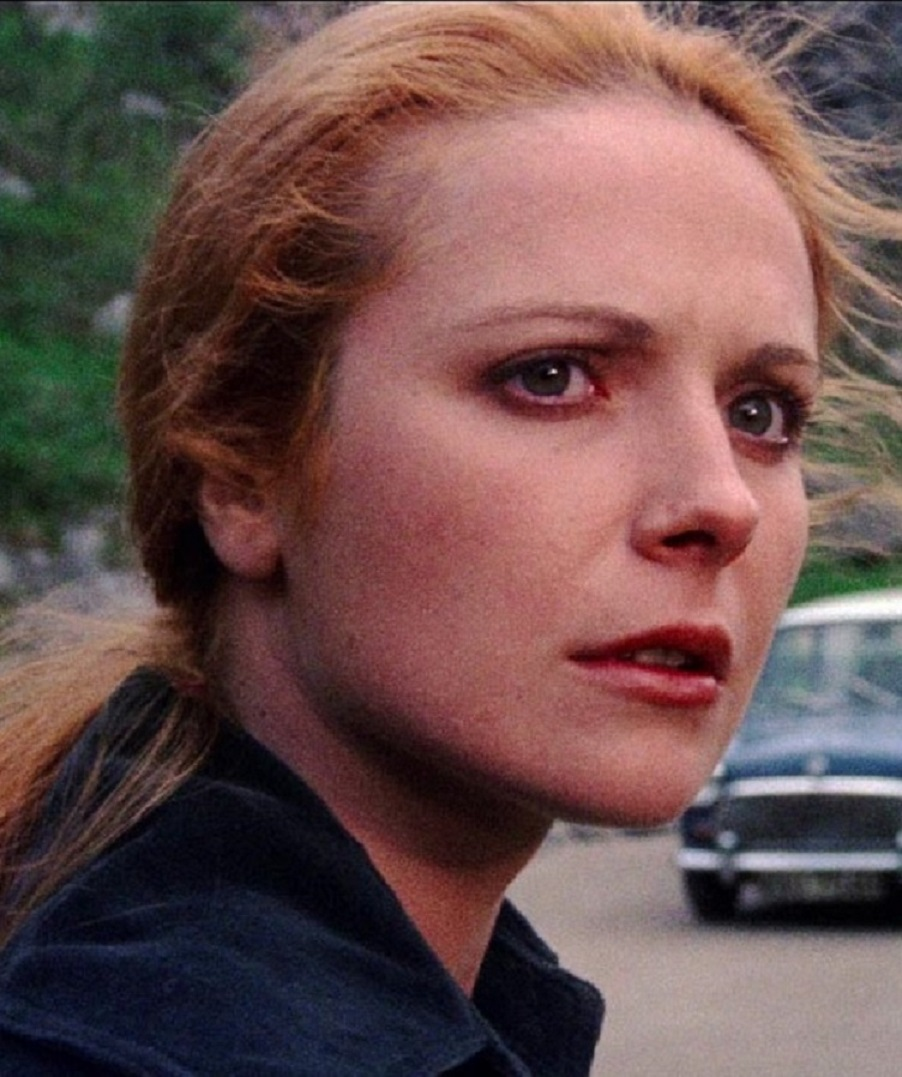
Cristina Galbó en No profanar el sueño de los muertos (1974)

Otro nombre estrechamente vinculado al género es Paul Naschy (1934-2009) nombre artístico de Jacinto Molina. Con una extensa trayectoria cinematográfica, inicialmente como secundario y posteriormente como actor, escritor y realizador, es el creador del segundo de los aquetipos del fantaterror: el hombre lobo Waldemar Daninsky. Inicialmente presentado en la película La marca del hombre lobo (1968), coproducción hispano-alemana dirigida por Enrique López Eguiluz rodada en tres dimensiones, sería la primera de las once películas en las que Naschy interpretara al licántropo. Entre ellas destacan La noche de Walpurgis (1971) dirigida por León Klimovsky y su continuación El retorno de Walpurgis (1973) dirigida por Carlos Aured. Destaca también El aullido del Diablo (1987) en la que Naschy no solo interpretó a Daninsky, sino también a Quasimodo, Mr. Hyde, el monstruo de Frankenstein, el Fantasma de la Ópera y el Diablo.

"En una época muy difícil hizo un tipo de cine absolutamente delirante para lo que había en España, tuvo la fuerza y convicción de sacarlo adelante y muchos le siguieron. La marca del hombre lobo es el planteamiento inicial de un movimiento que tuvo mucha importancia en los 70, quizás hasta el 77. Mi padre creía muy en serio en lo que hacía y luchó siempre por el cine fantástico."
Sergio Molina (Diario La Razón) 

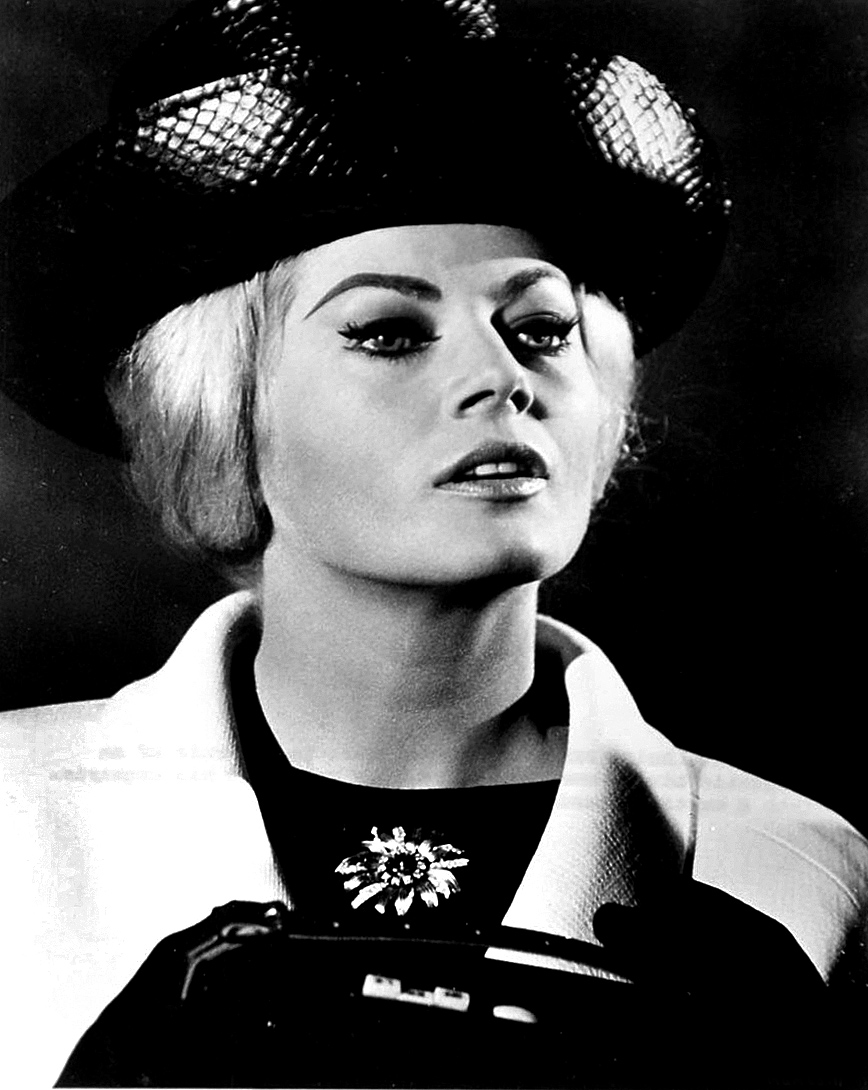
Anita Ekberg protagonista de Malenka, la sombra del vampiro (1968)

Pese a realizar una destacada película de terror como Malenka, la sombra del vampiro (1968), la historia de una hermosa virgen que tras heredar un castillo descubre que entre sus habitantes figuran un extraño noble y un grupo de guapas mujeres de las que sospecha su entidad vampírica protagonizada por Anita Ekberg, la filmografía del realizador gallego Amando de Ossorio (1918-2001) está ligada al tercero de los arquetipos propios del cine de fantaterror: los Caballeros Templarios zombis. Integrada por una tetralogía escrita y dirigida por el cineasta incluye los títulos La noche del terror ciego (1972), El ataque de los muertos sin ojos (1973), El buque maldito (1974) y La noche de las gaviotas (1975). Los caballeros templarios son zombis quienes, tras volver a la vida, buscan venganza mediante el asesinato de la gente a su alrededor.

"En España un puñado de directores se empeñó, allá por los años 70 más o menos, en crear películas de terror sin tener medios económicos suficientes. Pero, eso sí, con grandes dosis de fantasía, enormes dosis de voluntad, enormes dosis de afición. Ellos crearon una serie de títulos venerados hoy por miles de cinéfilos de todo el mundo. Era un cine declaradamente comercial entregado a una época y un público sin pretensiones.(...) Amando de Ossorio (...) un modesto pero muy respetable director de cine."
Chicho Ibáñez Serrador (Amando De Ossorio "El Último Templario") 

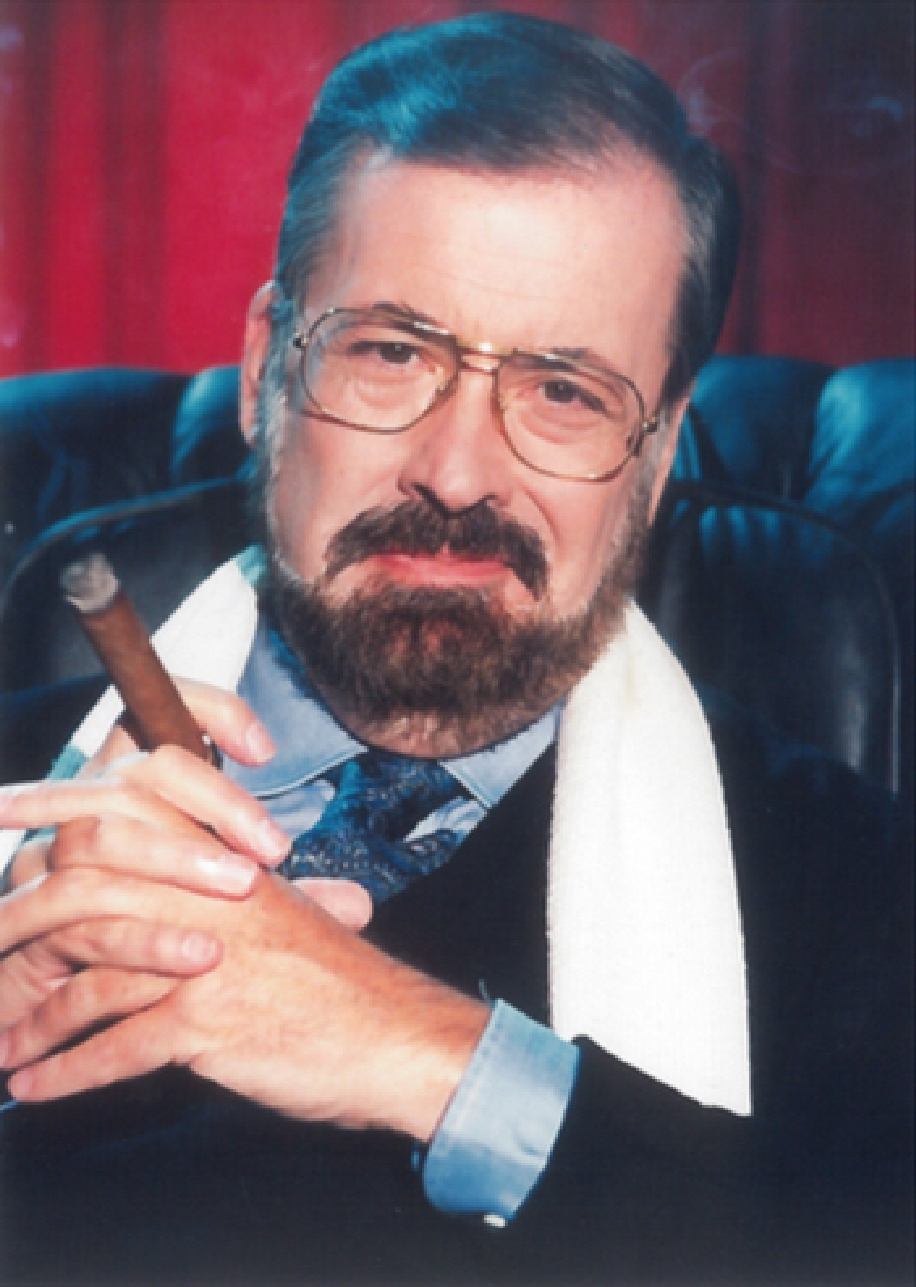
El guionista y realizador Chicho Ibáñez Serrador

Chicho Ibáñez Serrador (1935-2019) es otro de los nombres propios del género pese a su breve filmografía. Ampliamente conocido por su trayectoria en televisión fue responsable de las primeras series dedicadas a la ciencia ficción y el terror como Mañana puede ser verdad (1964-1965) e Historias para no dormir (1966-1988 y 1982) o el telefilme El televisor (1974). También dirigió y presentó el programa Mis terrores favoritos (1981-1982 y 1994-1995) donde presentaba una selección de películas del género. Su trayectoria como director de cine consta de dos influyentes títulos que obtuvieron un importante éxito comercial. La residencia (1969), interpretada por Lilli Palmer, Cristina Galbó y John Moulder-Brown, es una tenebrosa y opresiva película de ambientación gótica que muestra en su trama los dos primeros asesinatos explícitos filmados en la historia del cine español. ¿Quién puede matar a un niño? (1976), basada en la obra El juego de los niños de Juan José Plans, está ambientada en una soleada isla costera en la que los niños van asesinando paulatinamente a cuantos adultos habitan o se acercan a ella. La residencia acreditó en la taquilla española más de 2.900.000 entradas vendidas y ¿Quién puede matar a un niño? más de 850.000.

"Los espectadores no estaban acostumbrados. Además de esa trama de misterio, en la que las chicas van desapareciendo, digamos que hay una trama de terror en la propia mecánica de la institución y digamos que sobre ese terror planea esa tensión sexual que es alucinante. Creo que le vino bien la censura de la época porque lo hace de manera sutil. El coge esa tensión y la mete en la película de una manera maravillosa."
Andrea G. Bermejo (sobre La residencia en Historia de nuestro cine - RTVE) 

Con una extensa trayectoria, que comenzó trabajando con Luis García Berlanga, José Luis Sáenz de Heredia o Sergio Leone y en la que abordó diferentes géneros hasta ser un referente del denominado cine de autor, la trayectoria de Jorge Grau (1930-2018) incluye dos reconocibles títulos de fantaterror de amplia difusión internacional: Ceremonia sangrienta (1973) que narra una historia de vampirismo y No profanar el sueño de los muertos (1974) de zombis. Con una ambientación gótica e interpretada por Lucía Bosé y Espartaco Santoni Ceremonia sangrienta narra la historia de una marquesa que, para mantenerse joven, necesita de la sangre de las jóvenes del pueblo cercano. Acreditando la venta de más de 225.000 entradas en la taquilla española. No profanar el sueño de los muertos, explotación de La noche de los muertos vivientes protagonizada por Cristina Galbó y ambientada en un entorno campestre en el que los muertos vuelven a la vida tras la acción de una máquina para mejorar los procesos agrícolas, acreditó la venta de más de 315.000 entradas y obtuvo premios en Festivales como Sitges.

"Nunca se había abordado, en el cine español, una película sobre muertos vivientes con esta categoría industrial y artística. Se había hecho mucho cine ya del género aquí pero no en este nivel".
Carlos Aguilar (sobre No profanar el sueño de los muertos en Historia de nuestro cine - RTVE.es) 

En esta época se produjo la mayor parte de la producción de los principales cultivadores del género. Incluso directores de trayectoria completamente ajena a este estilo se iniciaron dentro de él. Algunos ejemplos lo constituyen Eloy de la Iglesia (1944-2006), conocido por su cine de denuncia social comenzó con títulos como La semana del asesino (1972), Nadie oyó gritar (1973) o Una gota de sangre para morir amando (1973); Iván Zulueta (1943-2009) dirigió Arrebato (1980) una de las películas de culto más célebres del cine español; o Vicente Aranda (1926-2015) con obras como Las crueles (1969) o, especialmente, La novia ensangrentada (1972). No obstante, a finales de los años 70, el fantaterror fue dando muestras de cansancio, de una cierta saturación, y se vio superado por otros géneros comercialmente en auge como el cine de destape.

### Neo-Fantaterror
Tras su expansión a partir de mediados de los años 1970 el género progresivamente fue desapareciendo aunque sí se siguieron produciendo películas de terror o fantásticas. No obstante un buen número de cineastas continuaron realizando, a lo largo de las siguientes décadas, películas adscritas al género como Jesús Franco, Paul Naschy o José Ramón Larraz. No sería hasta principios de los años 80 cuando comenzaría una nueva etapa, vinculada a la previa, en la trayectoria del realizador Juan Piquer Simón. Películas como Mil gritos tiene la noche (1982), Slugs, muerte viscosa (1988) o La grieta (1989) obtuvieron amplio reconocimiento internacional, especialmente en Estados Unidos, empleando elementos como el slasher o el giallo.

"El cine de J. P. Simon —con acento anglosajón— se distribuye regularmente en los circuitos de la serie B norteamericana y encuentra su máximo eco entre los aficionados al gore, que aplauden la socarronería autoconsciente con que el esforzado cineasta levantino encara escenas de mutilación, hemorragia y masacre. Este hombre de cine nunca tuvo complejos a la hora de desplazarse a rodar a Norteamérica, combinando el reparto español con el estadounidense."
Joan Ripollès Iranzo (Centro Virtual Cervantes) 

A mediados de los años 90 hubo un resurgir del cine fantástico y de terror gracias a la buena acogida comercial de Acción Mutante (1993) o El día de la bestia (1995), dirigidas por Álex de la Iglesia, y sobre todo, Tesis (1996) dirigida por Alejandro Amenábar película de terror que obtuvo 7 Premios Goya otorgados por la Academia de las Artes y Ciencias Cinematográficas de España incluido, por primera vez para una película de terror, el de mejor película. Desde ese momento la crítica y el público se reencontró con el género y puede hablarse de un neo-fantaterror ya con características distintas.
Posteriormente, ya dentro de la década de los años 2000, se han dado casos de recuperación del Fantaterror clásico con ejemplos como La herencia Valdemar (2010) dirigido por José Luis Alemán o la producción fílmica de la productora Fantastic Factory (entre 2001 y 2007) que financió la obra de realizadores como Brian Yuzna, Paco Plaza, Jaume Balagueró o Jack Sholder. Si bien el mayor homenaje al fantaterror clásico fue la concesión en 2009 del Goya de Honor de la Academia a Jesús Franco.
El neo-fantaterror ha vuelto a salir de nuestras fronteras con más fuerza incluso de lo que lo hizo en los años 60. Hollywood ha descubierto el cine fantástico y de terror español encumbrándolo en taquilla (Los otros), remakes (Rec, Abre los ojos), homenajeándolo (Kill Bill vol. 1 y su capítulo titulado "La novia ensangrentada") o galardonándolo en la ceremonia de los Oscars (El laberinto del Fauno).